# Alpargatas Argentina
Alpargatas Argentina é uma empresa argentina de calçados fundada pelo argentino Juan Echegaray e pelo escocês Robert Fraser em 1885, atualmente a companhia é líder em vendas de calçados na Argentina.
A empresa abriu sua filial brasileira em 1907 e em 1983 as duas companhias foram separadas.
Em 2001 devido a forte crise financeira que a Argentina passava a Alpargatas chegou a entrar com um pedido de falência por causa de uma divida de mais de 800 milhões de pesos.
Em outubro de 2008 a então filial brasileira Alpargatas S.A. adquiriu 60,1% da Alpargatas Argentina por 84 milhões de dólares e em abril de 2013 passou a deter 100% da empresa após comprar as ações restantes que estavam com investidores na Bolsa de Valores de Buenos Aires.
| Marca             | Produtos                           |
| ----------------- | ---------------------------------- |
| Alpargatas Textil | Roupas e Tecidos de Denim          |
| Topper            | Calçados e equipamentos esportivos |
| Mizuno            | Calçados Esportivos                |
| Rueda             | Alpargata e Tênis                  |
| Media Naranja     | Tecidos para Limpeza               |